# Eduard Pleschner von Eichstett
Eduard Pleschner, ab 1857 Pleschner Edler von Eichstett oder Pleschner von Eichstett (* 14. Juni 1812 in Prag; † 22. Mai 1864 ebenda) war ein österreichischer Kaufmann und Gründer der Handelsakademie in Prag.

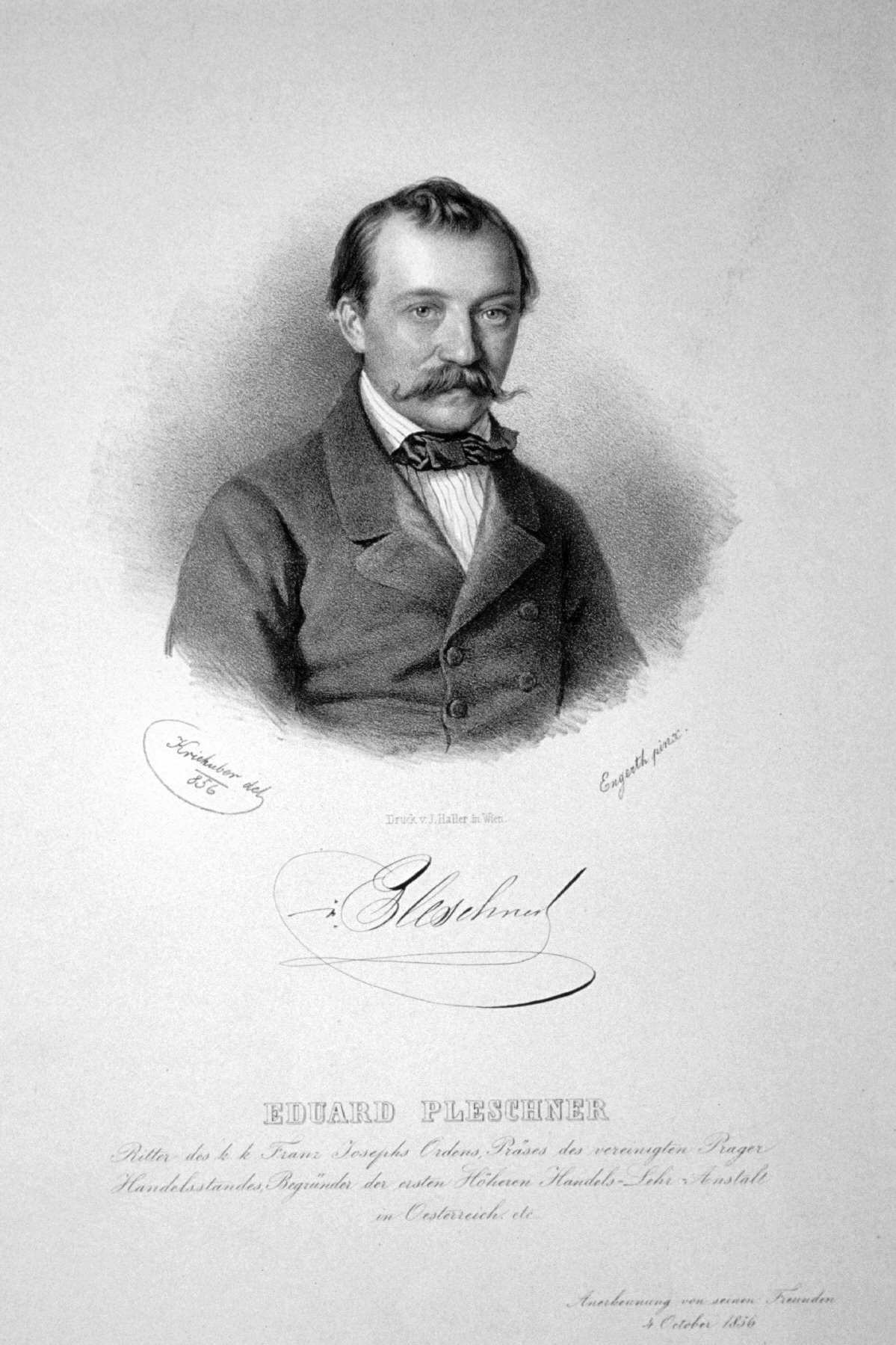
Lithographie von Josef Kriehuber nach einem Gemälde von Engerth, 1856

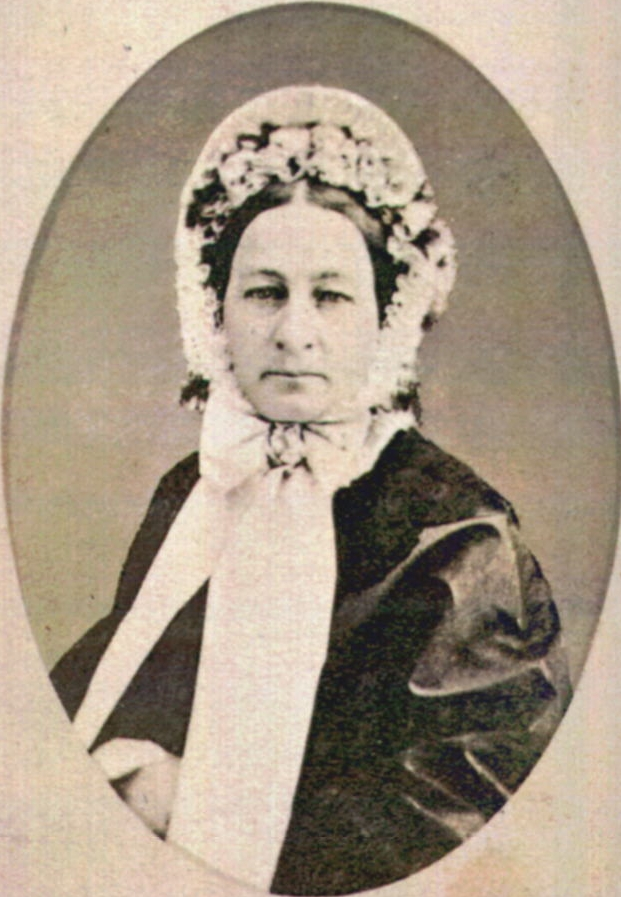
Veronika Wischin, Ehefrau von Pleschner

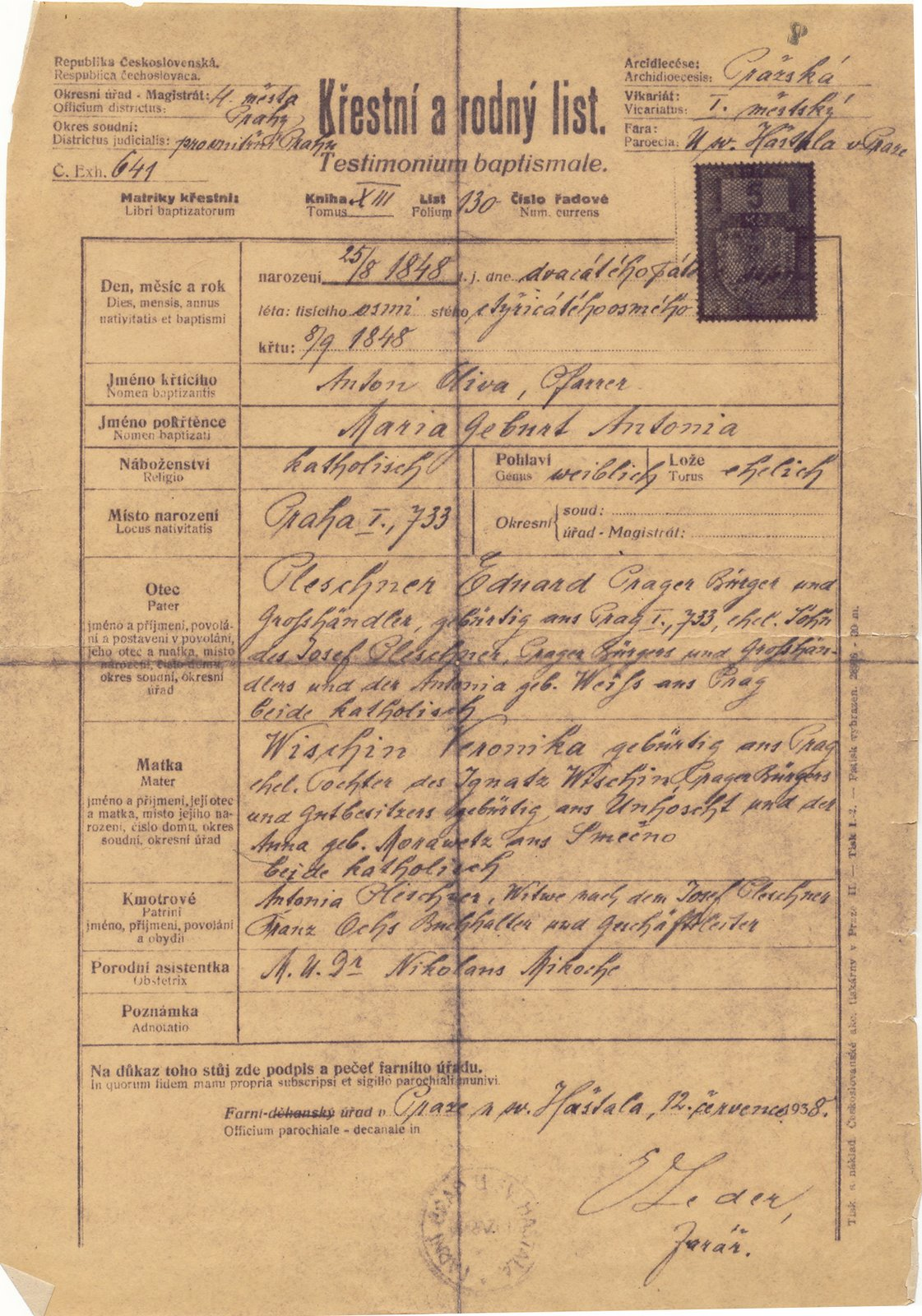
Geburtsurkunde einer Tochter von Eduard Pleschner
(Abschrift (1938) d. Originals von 1848)

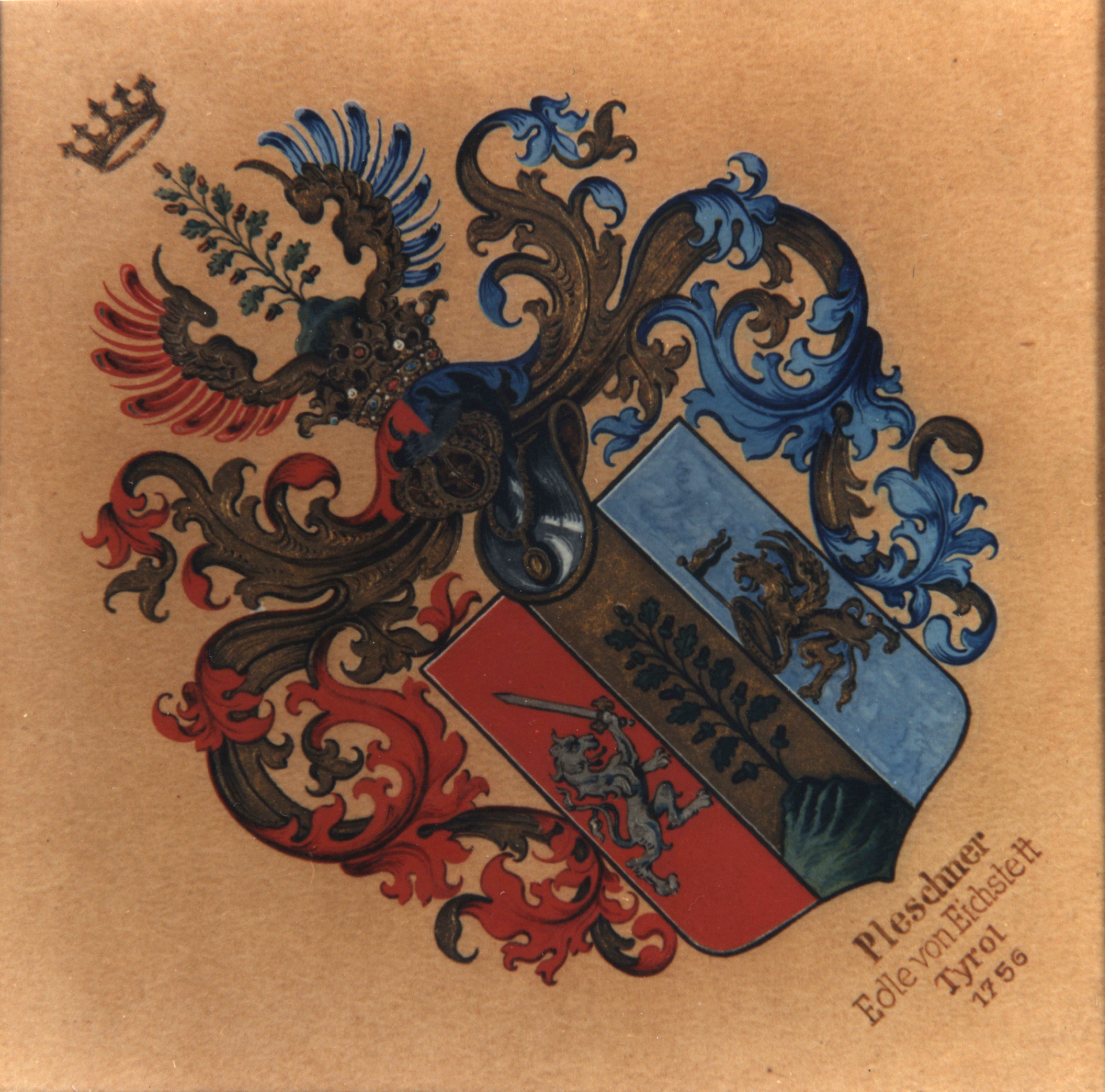
Wappen der Pleschner Familie

## Leben

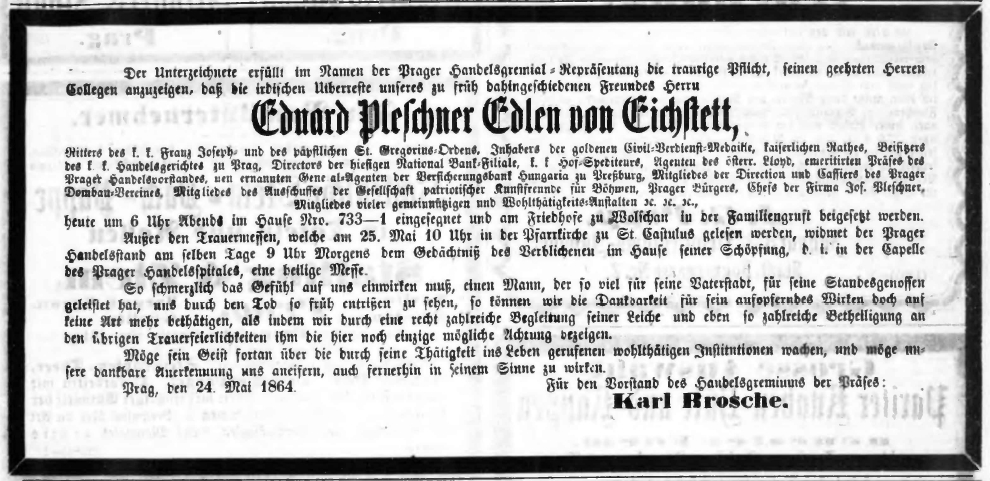
Todesanzeige

Er entstammte einer ursprünglich aus Deutsch-Matrei in Tirol stammenden Familie, die in der 2. Hälfte des 18. Jahrhunderts nach Böhmen eingewandert ist. Eduard Pleschner wurde als Eduard Johann Erasmus Ernest der Eheleute Joseph Pleschner und Antonia geb. Weiß in Prag am 14. Juni 1812 geboren und in der Kirche des Hl. Kastulus (sv. Haštala) getauft. Seit Vater war Prager Büger, Kauf- und Handelsmann geboren von Saaz (Böhmen).
Pleschner war seit 4. Januar 1836 geschäftsführender Mitinhaber der von seinem Vater im Jahr 1796 gegründeten Firma „Josef Pleschner“ in Prag (Altstadt Haus 733), einer Firma für Spezerei-, Material- und Farbwaren, auch mit Landesprodukten, nebst Kommissions- und Spedizionsgeschäften. Er war k.k. Hofeffekten-Spediteur, Agent für Böhmen und Mähren der „British and Continental Express Parcels Agency“ sowie Mitglied des „Industrie- und Gewerbevereins für Innerösterreich“.
Als Präsident des Prager Handelsvorstandes gründete er im Jahr 1856 in Prag die erste österreichische Höhere Handelslehranstalt (Deutsche Handelsakademie) in Prag.
Pleschner wurde am 13. März 1857 mit Diplom vom 3. Juni 1857 in Wien in den österreichischen Adelsstand mit Namensergänzung „Edler von Eichstett“ erhoben.
Sein Sohn ist der österreichische Jurist und Schriftsteller August Pleschner von Eichstett (1843–1908).